# Tlaloque
Les Tlaloque, dans la mythologie aztèque, étaient des serviteurs du dieu Tlaloc chargés de dispenser la pluie sur la terre par l'intermédiaire d'un récipient. Selon Sahagún, ils sont les fils de Tlaloc et de Chalchiuhtlicue, au nombre d'infini et ont une sœur plus grande appelée Huixtocihuatl.